# Amir Mohammad Shahnavazi
Amir Mohammad Shahnavazi ist iranischer Gewichtheber und ehemaliges Mitglied der iranischen Nationalmannschaft im Gewichtheben.
Im Jahr 2019 floh er nach Kritik an der iranischen Regierung nach Europa und beantragte dort Asyl.
Zudem beteiligte er sich an dem Aufruf an die internationale Gemeinschaft, nachdem der iranische Wrestler Navid Afkari am 12. September 2020 hingerichtet wurde.

## Internationale Wettkampftitel
Amir Mohammad Shahnavazi errang folgende internationale Wettkampftitel:
- 2018 Asienmeister und Asienrekordler

## Nationale Wettkampftitel
Amir Mohammad Shahnavazi errang folgende nationale Wettkampftitel:
- Juni 2012 Provinzmeister (Zahedan, Iran)
- November 2012 Meister im Osten des Landes (Birjand, Iran)
- Februar 2013 Provinzmeister (Chabahar, Iran)
- März 2013 Landesmeister (Tehran, Iran)
- Juni 2013 Provinzmeister (Zahedan, Iran)
- 2013 Meister im Osten des Landes
- Juli 2013 Landesmeister (Karaj, Tehran)
- März 2014 Landesmeister (Tehran, Iran)
- April 2014 Provinzmeister (Zahedan, Iran)
- November 2014 Meister im Osten des Landes (Birjand, Iran)
- Februar 2015 Provinzmeister (Khash, Iran)
- März 2015 Landesmeister (Tehran, Iran)
- Juni 2015 Meister im Osten des Landes (Birjand, Iran)
- November 2015 Landesmeister (Zahedan, Iran)
- Februar 2016 Meister der Qualifikation von der Nationalmannschaft
- März 2016 Landesmeister (Tehran, Iran)